# Isla de Okinawa
La isla de Okinawa (沖縄本島 Okinawa-hontō) es la mayor de las islas Ryūkyū de Japón, con una superficie de 1201.03 km², donde se sitúa la ciudad de Naha, capital de la prefectura de Okinawa. En la isla se localizan las ruinas de seis gusuku, fortalezas típicas de la cultura de Okinawa, que han sido declaradas Patrimonio de la Humanidad por la Unesco.

## Historia
Hasta 1879, año 12 de la era Meiji, el archipiélago del suroeste en el mar de la China Oriental, que constituye hoy la provincia de Okinawa, formaba el reino de las Ryūkyū, estado soberano independiente del Shōgun y del emperador de Japón.
El reino de Ryūkyū, en un principio, no estaba bajo el control de Japón y era uno de los países tributarios de China, ya que el «Imperio del Cielo», en aquel entonces, controlaba gran parte del sureste de Asia. Esto le llevaba a un fructífero comercio con China, que llamó la atención del gran clan Satsuma (actual Kawoshima), de la Segunda Dinastía Sho en la Era Edo.
En 1609, invadió las Ryūkyū el clan Satsuma del Japón, acontecimiento denominado Invasión de las Ryukyu por el clan de Satsuma, que en la historia local se conoce como «la primera tragedia». Al ser pacifista, influido por el budismo, el reino no permitía a la población tener armas y fue así como el clan de Satsuma pudo fácilmente invadirlo. Esa prohibición de uso de armas, y otras anteriores, se cree fueron, en parte, causa del desarrollo y del crecimiento del Karate-do (lucha a manos desnudas) y el Okinawa Kobudō (lucha con aperos de labranza adaptados como armas y otros objetos hechos para la lucha) como artes marciales locales.
Tras la invasión, el señor feudal de Satsuma decidió ocultar su dominio a los emisarios chinos que seguían viajando al reino de las Ryūkyū. Sobre la base de esta política, las relaciones comerciales entre China y las Ryūkyū siguieron como antes. Así pues, el archipiélago, a medio camino político entre China y Japón, adoptó desde ese momento un juramento doble de fidelidad hacia ambos países. Los chinos se habrían percatado del doble juego, pero decidieron no darle importancia.
El shogunato de Edo, a través del gobierno feudal de los Tokugawa, adoptó una política rigurosa de aislamiento del país entre 1636 y 1868 y prohibió todo comercio con el extranjero, salvo para los intercambios oficiales con Países Bajos y China, que se realizaban en la pequeña isla artificial de Dejima, en Nagasaki.
Satsuma mantuvo a las Ryūkyū bajo su yugo hasta la restauración de Meiji. El nuevo gobierno, que había depuesto al shogunato de los Tokugawa en 1869, quiso a toda costa integrar el reino de las Ryūkyū al territorio japonés, pues consideraba que era importante para la defensa del país. En 1872 se constituyó el clan de las Ryukyu. En 1879, tras la abolición de los clanes y la división del país en administraciones territoriales bajo control directo de Tokio, se constituyó la administración de Okinawa. Se concluyó así la anexión del archipiélago a Japón, que ignoraba en todo momento la voluntad de sus habitantes. Históricamente esto se conoce como «la segunda tragedia». En realidad, lo que se percibió como una tragedia fue la interrupción de las relaciones con China, con la cual los okinawenses estaban profundamente ligados históricamente, y la presión ejercida sobre el archipiélago para imponer allí el sistema imperial que regía a las otras administraciones.
«La tercera tragedia» tiene su origen durante el Frente del océano Pacífico , cuando los estadounidenses, al desembarcar en Okinawa, hicieron del archipiélago el único territorio japonés donde realmente se enfrentaron las tropas estadounidenses y las niponas. No solo hubo víctimas entre los soldados, sino que también ciento cincuenta mil civiles encontraron la muerte.
Tras la derrota de Japón en la Segunda Guerra Mundial, ocuparon el país las fuerzas Armadas de los Estados Unidos. Esta ocupación duró de 1945 a 1972, año en que se planteó el problema del regreso de Okinawa a la administración japonesa. Okinawa permaneció bajo control estadounidense hasta 1972, año en que se devolvió al gobierno japonés. Pese a ello, como parte del Tratado de mutua cooperación y seguridad entre Estados Unidos y Japón, el Ejército de los Estados Unidos mantiene allí cierta presencia, así como el control de la base aérea de Kadena.
El 25 de julio de 2025, se inaugura el parque temático Junglia Okinawa al norte de la isla con una ambientación de dinosaurios.

## Demografía

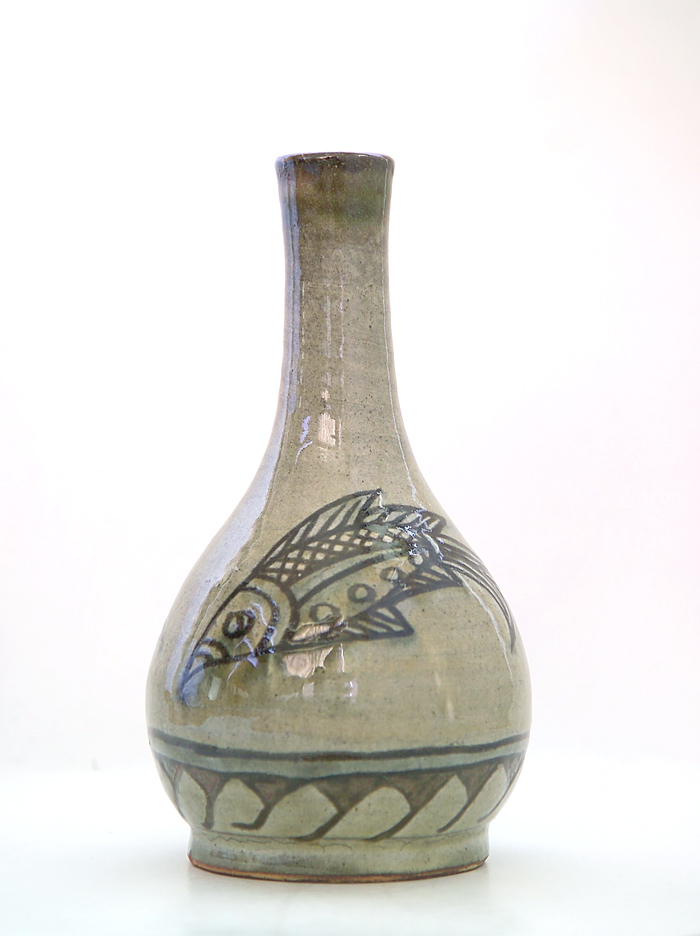
Artesanía de Okinawa: Cerámica.

En 2022, la población total estimada era de 1 468 428 habitantes, incluyendo los nativos de Okinawa (ryukyuanos), los japoneses y otros colectivos de inmigrantes, así como el personal militar estadounidense y sus familias. Respecto a su distribución, la zona septentrional de la isla tiene una densidad escasa y la mayor parte de los habitantes se concentra en el área meridional. De esta manera, el sur de la isla está densamente urbanizado, especialmente en el caso de la ciudad de Naha y el pasillo urbano que la une con la ciudad de Okinawa.
Los habitantes de esta isla, junto con los sardos, son los grupos de personas más longevos del mundo, según un estudio realizado por National Geographic.

## Economía

### Turismo
La isla de Okinawa reciben muchos turistas proveniente de China, muchos cruceros hacen escala en los puertos de Kyūshū y Okinawa.

## Clima
La isla posee un clima subtropical que permite la existencia de un denso bosque en la parte norte. Se da una estación lluviosa a finales de la primavera. La temperatura media anual de Okinawa es de 23.2 °C; en invierno la media es de 17.8 °C y no suele descender por debajo de los 14 °C.
Gracias a su clima, Okinawa tiene en 2005 la única producción de euglena (pertenece a Euglena (empresa)) del mundo. Euglena es un tipo de micro alga.·
| Parámetros climáticos promedio de Naha, Okinawa (1981-2010) | Parámetros climáticos promedio de Naha, Okinawa (1981-2010) | Parámetros climáticos promedio de Naha, Okinawa (1981-2010) | Parámetros climáticos promedio de Naha, Okinawa (1981-2010) | Parámetros climáticos promedio de Naha, Okinawa (1981-2010) | Parámetros climáticos promedio de Naha, Okinawa (1981-2010) | Parámetros climáticos promedio de Naha, Okinawa (1981-2010) | Parámetros climáticos promedio de Naha, Okinawa (1981-2010) | Parámetros climáticos promedio de Naha, Okinawa (1981-2010) | Parámetros climáticos promedio de Naha, Okinawa (1981-2010) | Parámetros climáticos promedio de Naha, Okinawa (1981-2010) | Parámetros climáticos promedio de Naha, Okinawa (1981-2010) | Parámetros climáticos promedio de Naha, Okinawa (1981-2010) | Parámetros climáticos promedio de Naha, Okinawa (1981-2010) |
| Mes                                                         | Ene.                                                        | Feb.                                                        | Mar.                                                        | Abr.                                                        | May.                                                        | Jun.                                                        | Jul.                                                        | Ago.                                                        | Sep.                                                        | Oct.                                                        | Nov.                                                        | Dic.                                                        | Anual                                                       |
| ----------------------------------------------------------- | ----------------------------------------------------------- | ----------------------------------------------------------- | ----------------------------------------------------------- | ----------------------------------------------------------- | ----------------------------------------------------------- | ----------------------------------------------------------- | ----------------------------------------------------------- | ----------------------------------------------------------- | ----------------------------------------------------------- | ----------------------------------------------------------- | ----------------------------------------------------------- | ----------------------------------------------------------- | ----------------------------------------------------------- |
| Temp. máx. media (°C)                                       | 19.5                                                        | 19.8                                                        | 21.7                                                        | 24.1                                                        | 26.7                                                        | 29.4                                                        | 31.8                                                        | 31.5                                                        | 30.4                                                        | 27.9                                                        | 24.6                                                        | 21.2                                                        | 25.7                                                        |
| Temp. media (°C)                                            | 17.0                                                        | 17.1                                                        | 18.9                                                        | 21.4                                                        | 24.0                                                        | 26.8                                                        | 28.9                                                        | 28.7                                                        | 27.6                                                        | 25.2                                                        | 22.1                                                        | 18.7                                                        | 23.1                                                        |
| Temp. mín. media (°C)                                       | 14.6                                                        | 14.8                                                        | 16.5                                                        | 19.0                                                        | 21.8                                                        | 24.8                                                        | 26.8                                                        | 26.6                                                        | 25.5                                                        | 23.1                                                        | 19.9                                                        | 16.3                                                        | 20.8                                                        |
| Precipitación total (mm)                                    | 107.0                                                       | 119.7                                                       | 161.4                                                       | 161.4                                                       | 231.6                                                       | 247.2                                                       | 141.4                                                       | 240.5                                                       | 260.5                                                       | 152.9                                                       | 110.2                                                       | 102.8                                                       | 2040.8                                                      |
| Días de precipitaciones (≥ 1 mm)                            | 12.9                                                        | 12.1                                                        | 13.7                                                        | 12.0                                                        | 13.0                                                        | 11.7                                                        | 10.4                                                        | 13.6                                                        | 12.5                                                        | 10.5                                                        | 10.8                                                        | 10.6                                                        | 143.8                                                       |
| Horas de sol                                                | 103.6                                                       | 104.5                                                       | 108.3                                                       | 123.8                                                       | 145.8                                                       | 163.6                                                       | 238.8                                                       | 215.0                                                       | 188.9                                                       | 169.6                                                       | 123.0                                                       | 115.6                                                       | 1774.0                                                      |
| Humedad relativa (%)                                        | 67.0                                                        | 70.0                                                        | 73.0                                                        | 76.0                                                        | 79.0                                                        | 83.0                                                        | 78.0                                                        | 78.0                                                        | 76.0                                                        | 71.0                                                        | 69.0                                                        | 66.0                                                        | 74.0                                                        |
| Fuente: JMA (1981-2010) 16 de febrero de 2013               |                                                             |                                                             |                                                             |                                                             |                                                             |                                                             |                                                             |                                                             |                                                             |                                                             |                                                             |                                                             |                                                             |

## Geografía
El extremo sur de Okinawa se compone mayoritariamente de arrecifes de coral elevados. Su piedra caliza, de fácil erosión, ha formado multitud de cuevas y cavernas, la más famosa de las cuales es Gyokusendo (Tamagusuku), que posee un tramo de cerca de 850 m abierto a visitas turísticas. Por otro lado, la parte septentrional de la isla tiene una proporción mayor de roca ígnea.

## Cultura

### Gastronomía
Okinawa es reconocida por poseer la población más longeva del mundo y muchas personas se lo atribuyen a su comida.
Principalmente, en la gastronomía de Okinawa está presente el tofu, las algas marinas y las verduras, como la batata y el melón amargo. Apenas hay grasas de origen animal.
Entre sus comidas está la sopa de miso, por lo general, está integrada por agua, pasta de miso, tofu, camote, algas y verduras.

## Deporte
Se dice que el kárate nació en Okinawa[cita requerida].

### Fútbol
- FC Ryūkyū; equipo participante de la J3 League. Hasta el momento es el único equipo de fútbol de Okinawa en jugar en la liga nacional.